# William Overton Smith
Thomas William Overton Smith, ook wel bekend als Bill Smith (Sacramento, 22 september 1926 – Seattle, 29 februari 2020), was een Amerikaans componist, muziekpedagoog en klarinettist.

## Levensloop
Smith studeerde van 1947 tot 1948 aan het Mills College in Oakland (Californië) onder andere bij Darius Milhaud. Aansluitend studeerde hij aan de Universiteit van Californië in Berkeley onder ander bij Roger Sessions en behaalde daar in 1950 zijn Bachelor of Music en in 1952 zijn Master of Arts. Van 1952 tot 1953 studeerde hij aan het Conservatoire national supérieur de musique in Parijs en ook nog van 1957 tot 1958 aan de Juilliard School of Music in New York.
Van 1953 tot 1960 doceerde Smith aan de Universiteit van Californië in Berkeley, aan het San Francisco Conservatory of Music in San Francisco en aan de University of Southern California in Los Angeles.
Van 1960 tot 1966 was hij met een studiebeurs van de Guggenheim Foundation in Rome in Italië. In deze tijd werkte hij samen met pianist-componist Johnny Eaton aan verschillende nieuwe muziek-projecten, inclusief het American Jazz Ensemble, het Microtonal Performance Ensemble en de installatie van een studio voor elektronische muziek aan de American Academy in Rome.
Vanaf 1966 was hij docent en later professor in muziek aan de Universiteit van Washington in Seattle. Daar was hij directeur van de afdeling hedendaagse muziek tot hij met pensioen ging. Nu is hij professor emeritus.
Als klarinettist zette hij zich in voor de avant-garde muziek en de jazz muziek. In 1946 was hij als klarinettist lid van de Dean Dixon Symphony. Hij behoorde van 1947 tot 1951 tot het Dave Brubeck Octet, maakte eind jaren 50 enkele incidentele albums (o.a. The Riddle) met diens toenmalige kwartet en volgde in 1982 Jerry Bergonzi(ts) op als solist bij het Dave Brubeck Quartet.
Als componist schreef hij werken voor orkest, harmonieorkest, koren, vocale werken en vooral kamermuziek. Hij werd met talrijke prijzen onderscheiden. Thomas William Overton Smith overleed in 2020 op 93-jarige leeftijd in zijn woning in Seattle.

## Composities

### Werken voor orkest
- 1951 Concerto, voor trombone en kamerorkest
- 1963 Variants, voor jazz solist en orkest
- 1964 Interplay, voor jazz kwartet en orkest
- 1969 Quadri, voor jazz kwartet en orkest
- 1975 Theona, voor orkest
- Concerto, voor jazz solist en orkest
- Ecco!, voor jazz solist en orkest
- MU, voor klarinet en kamer (jazz) orkest
- Tangents, voor klarinet en orkest

### Werken voor harmonieorkest
- 1954 Suite

### Werken voor koren
- 1972 Ria Sunday, voor gemengd koor en instrumentaal ensemble
- A song for St Cecilia's day, voor gemengd koor en harmonieorkest

### Vocale muziek
- 1964 Five songs, voor sopraan en piano - tekst: Kenneth Patchen

### Kamermuziek
- 1952 Strijkkwartet (Opgedragen aan Darius Milhaud)
- 1957 Concerto, voor klarinet en combo
- 1961 Suite, voor viool en klarinet (opgedragen aan Benny Goodman)
- 1963 Five pieces, voor dwarsfluit en klarinet
- 1964 Four pieces, voor viool, klarinet en piano
- 1964 Quartet, voor klarinet, viool, cello en piano
- 1967 Elegy for Eric - in memory of Eric Dolphy, voor dwarsfluit, klarinet, trompet, trombone, slagwerk, vibrafoon, viool en contrabas
- 1972 Mosaic, voor klarinet en piano
- 1977 Five fragments, voor twee klarinetten
- 1980 Jazz set, voor viool en blazerskwintet
- 1982 Eternal truths, voor blaaskwartet (dwarsfluit, hobo, klarinet en fagot)
- 1985 Asana, voor elektrische klarinet
- 1986 Jazz set, voor twee klarinetten
- 1987 Jazz fantasy, voor twee klarinetten
- 1988 Five inventions, voor dwarsfluit en klarinet
- 1988 7 haiku, voor klarinet en piano
- 1989 Around the blues, voor twee klarinetten
- 1989 Ritual, voor twee klarinetten
- 1990 Five fragments, duo voor klarinet en geluidsband
  1. Musing
  2. Greetings
  3. Meditations
  4. Ritual
  5. Pan
- 1995 Essay, voor twee klarinetten
- 1998 Three duets, voor klarinetten
- Capriccio, voor viool en piano
- Emerald City rag, voor twee klarinetten en basklarinet
- Fancies, voor klarinet en klein jazz-ensemble
- Four chamber works, voor klarinet, viool, cello en piano
- Quintet, voor klarinet en strijkers
- Straws; voor dwarsfluit en fagot

### Werken voor piano
- 1962 Four studies, voor twee piano's

### Filmmuziek
- 1951 Four in the Afternoon

## Publicaties
- Thomas William Overton Smith: The recreation of "The masque of Hymen" through original costume and stage machine designs, dissertatie, 1967